# Ornitomancja
Ornitomancja (z gr. ornis „ptak” i manteja „wieszczenie, wyrocznia”) – wróżenie z lotu ptaków. Ornitomancja była najbardziej znana na terenie Fenicji oraz w antycznym Rzymie. W Rzymie nadano jej niemal religijną rangę. W religii Hurytów i Hetytów odgrywała bardzo ważną rolę.

## Znaki pomyślne
- Kraczący i dziobiący ziemię kruk przed oddziałem wojska, zwiastuje powodzenie owego oddziału w wyprawie wojennej.
- Zobaczenie ptaka po swojej prawej stronie.
- Mewa siadająca na łodzi, którą się podróżuje.
- Fał krukowy – wróżba z zachowania się kruka, według chamaiłów polskotatarskich oznacza szczęście.

## Znaki nieszczęśliwe
- Ujrzeć ptaki po lewej stronie.
- Mewa muskająca w locie skrzydłami człowieka (znak śmierci)

## Ornitomancja w literaturze i sztuce
- „Ornitomancja – czyli rzecz o wróżbach z lotu ptaków” to utwór anonimowy, przypisywany niesłusznie Hezjodowi
- „Ornitomancja Tatarów polskich (fał krukowy)” Andrzej Drozd (publikacja turkologiczna)
- „Wyrocznie i wróżby pogańskich Skandynawów” Leszek Paweł Słupecki